# Аванесян, Далита
Далита Артин Аванеся́н (арм. Դալիթա Արթին Ավանեսյան, р. 19 сентября 1999 года, в Тегеране, Иран) — армянская певица, участница Детского конкурса песни Евровидение 2011, который состоялся 3 декабря 2011 года в «Спортивном комплексе имени Карена Демирчяна» (Ереван, Армения), где она представляла Армению с песней «Welcome to Armenia» (арм. «Բարի գալուստ Հայաստան»).

## Биография
Молодая певица живёт в Ереване, столице Армении. Начиная с 6 лет принимает участие в разных конкурсах красоты.
Учится в «Музыкальной школе № 1» имени Александра Спендаряна, в трех различных направлениях: фортепиано, гитара и вокал, в образовательном комплексе «Альманах» им. Анжелы Арутюнян. Занимается плаванием и большим теннисом.

## Активность
Далита вела рубрику «Детские новости» на 2-м армянском телеканале в программе «Доброе утро Армения».
Она была корреспондентом «Bumbumik Show» на телеканалах «Кентрон» и «ATV».
2010 г. Участвовала на телеканале «Шант» в программе «скрытый талант» где представляя свои навыки вышла в полуфинал. Приняла участие в гала-концерте.
Снялась во многих эпизодах сериала «Шилашпот» на телеканале «Шант» и в программе для детей Ералаш.
С 2021 года и по настоящее время снимается на телеканале «Shant TV», на данный момент в сериале «Кахвацутюн» — где играет роль Соны.
В молодёжном журнале «YES» имеет свою собственную страницу с рубрикой «Dalita и друзья».
Сейчас также выступает в Театре-студии Арташеса Алексаняна в спектакле «Суд армян — суд всего человечества», а также снимается в сериале «Каргин сериал» вместе с известными армянскими актёрами.
Гостила в многих теле и радио передачах.
Является автором 16 песен[каких?][уточнить], выпустила 9 видеоклипов[каких?][уточнить], которые включены в различные музыкальные CD и DVD альбомы.
В ноябре 2015 года она выпустила свой первый альбом "Welcome to Armenia", который назван по имени песни которую она пела на  Детском Евровидении 2011.

## Признание
- 2005 — стала победительницей в конкурсе красоты «Мисс Армения».
- 2006 — стала обладательницей номинации «Мисс реклама».
- 2007 — победила в «республиканском конкурс-фестивале, имени Александра Спендаряна, молодых музыкальных исполнителей». Завоевала титул «Мисс талант».
- 2008 — стала обладательницей сертификата «почетного члена» за проявление уникального вклада на конкурсе «Мисс и мистер мира».
- 2009 — получила свою первую премию в конкурсе «Золотой тростник», победила в конкурсе «Мисс Топ-модель 2009 года»[7] и была награждена специальным призом от знаменитого боксёра — Алекса Абрахама.
- 2009 — 2010 — заняла первое место в «Армянской олимпиаде танцев».
- 2010 — участвовала в армянском отборочном туре на Детское Евровидение и оказалась в пятерке лучших. На телеканале «Шант» участвовала в конкурсе «Скрытый талант»[8] где представляя свои навыки, вышла в полуфинал, участвовала в гала-концерте и снялась в нескольких эпизодах телесериала «Ералаш».
- 2011 — стала обладательницей грамоты за «Лучший хит». Победила в отборочном туре Детского Евровидения в Армении и представила страну[9] в финале конкурса, заняв в итоге пятое место[10].
- 2012 — удостоилась звании «Маленькая певица года» (арм. «Տարվա փոքրիկ երգչուհի»).
- 2012— в конкурсе — фестивале «Мисс школьница» удостоилась титула «Мисс Совершенство» и получила приз.[источник не указан 3236 дней]
- 2012— в конкурсе «StyleScreen» удостоилась титула «Стильная юноша певица» и получила приз.[источник не указан 3236 дней]
- 2013 — принимала участие в Армянской национальной премии как почетный гость (Москва, Кремль).[источник не указан 3236 дней]
- 2013 г. в Национальный молодёжный премии «Multiknik» песня «Мам джан» выиграла в номинации «Лучший хит и видео года»
- 2014 г. в 30 мая состоялся первый сольный концерт молодой певицы в Ливане.
- 2014 г. в 5-8 октября участвовала в Международной Фестивале Российской Культуры на Мальте «Мальтийская Лира», получила номинацию «Золотой микрофон»
- 2014 г. удостоилась награды за главную роль в фильме «В лагере» на Национальной детско-молодёжной ежегодной премии «Multiknik».
- 2014 г. в Премии «Армения, Арцах, Диаспора» получила награду как «Лучшая молодёжная певица».